# Blue King Brown
Blue King Brown es una banda musical australiana de Melbourne. Interpretan música tradicional que integra varios instrumentos y estilos.

## Historia
El origen del grupo surge cuando Natalie Pa'apa'a y Carlos Santone se conocen y deciden formar una banda de percusión llamada "Skin", con la que acabaron realizando varias colaboraciones para grupos como John Butler Trio. En 2004 ambos se marchan a Melbourne y tras fichar a más miembros, forman la banda "Blue King Brown". La nueva banda mezcla varios estilos musicales como percusión, folk, reggae, étnica y música tradicional entre otros, y sus letras están cargadas de compromiso político.
Un año después lanzarían su primer sencillo "Water", cuyo videoclip fue rodado con tan solo 200 dólares australianos de presupuesto en un solo día. La canción comenzó a sonar con asiduidad en la radio "Triple J" (perteneciente a la Australian Broadcasting Corporation) y obtuvo bastante éxito que les llevó a publicar su primer LP llamado "Stand Up", bajo el sello independiente Roots Level. Dicho álbum obtuvo una nominación en los "The J awards" que otorgaba la radio australiana a "Mejor grupo del año".
El grupo actuó en la parada australiana del Live Earth el 7 de julio de 2007, y además de participar en varios festivales de Australia han actuado en Japón y Fiyi.

## Discografía
- Blue King Brown (2005) EP
- Stand Up (2006)
- Keep it Dubbed (2007 en Japón) Remixes de Stand Up.

## Miembros
- Natalie Pa'apa'a - vocalista/guitarra/percusión
- Carlos Santone - bajo
- Salvador Persico - percusión
- Sam Cope - teclado
- Peter Wilkins - batería
- Hailey Cramer - coros

## Compromiso del grupo
A Blue King Brown ha apoyado varias iniciativas políticas por los derechos humanos y contra la discriminación en su país, desempeñando un papel de compromiso importante de soporte a múltiples organizaciones. El grupo colabora en campañas por el medio ambiente, contra la discriminación de los aborígenes en Australia, en favor del trabajo de las ONG, o en apoyo al comercio justo entre otras.
También participaron en la campaña australiana "Rock the vote", cuya intención era lograr que los jóvenes acudieran a votar en las Elecciones legislativas australianas de 2007.

## Curiosidades
- Las portadas del lanzamiento de sus álbumes y EP son lanzadas en papel reciclado, dentro del compromiso de la banda por el medio ambiente.